# Список кавалеров ордена Святого Александра Невского эпохи Елизаветы Петровны
Список кавалеров ордена Святого Александра Невского эпохи Елизаветы Петровны.
1. 25 ноября 1741 — Елизавета Петровна, императрица, при вступлении своём на всероссийский престол и сей орден принять изволила[1][2].
2. 5 февраля 1742 — Карл Пётр Ульрих, владетельный герцог Голштейн-Готторпский, бывший потом император Пётр III[1].
3. 10 февраля 1742 — Елагин, Адриан Никифорович, тайный советник и гофмейстер. Умер в 1755 году.
4. 25 апреля 1742 — Долгоруков, Василий Владимирович, князь, генерал-фельдмаршал[1][3]
5. 25 апреля 1742 — Разумовский, Алексей Григорьевич, обер-егермейстер, камергер, лейб-компании капитан-поручик, бывший потом граф и фельдмаршал[1].
6. 25 апреля 1742 — Бестужев-Рюмин, Михаил Петрович, граф, действительный тайный советник, обер-гофмаршал и полномочный в Варшаве министр[1].
7. 25 апреля 1742 — фон Брюммер (Бриммер), Отто Фридрих (нем. Otto Friedrich von Brummer), граф, голштинский обер-гофмаршал. Умер 14 марта 1752 года[1].
8. 25 апреля 1742 — Берхгольц, Фридрих Вильгельм, голштинский обер-камергер.
9. 25 апреля 1742 — Воронцов, Михаил Илларионович, лейб-кампании поручик, камергер, а потом граф и канцлер[1].
10. 25 апреля 1742 — Шувалов, Александр Иванович, лейб-кампании унтер-лейтенант и камергер[1].
11. 25 апреля 1742 — Шувалов, Пётр Иванович, лейб-кампании унтер-лейтенант и камергер[1].
12. 25 апреля 1742 — Татищев, Алексей Данилович, камергер. Умер 21 сентября 1760 года будучи генерал-аншефом и генерал-полицмейстером.
13. 25 апреля 1742 — Рагузинский-Владиславич, Ефим Иванович, действительный статский советник, а потом генерал-поручик. Умер 6 марта 1749 года.
14. 30 июня 1742 — Любомирский, Антон Бенедикт Константин, князь, польский староста казимежский[1].
15. 30 июня 1742 — Мнишек, Юзеф Вандалин, граф, литовский надворный маршал[1].
16. 30 июня 1742 — Миних, Христиан Вильгельм, барон, действительный тайный советник и обер-гофмейстер[1][4].
17. 30 июня 1742 — Радзивилл, Удальрик Криштоф, князь, литовский конюший.
18. 30 июня 1742 — Волович, Доминик[пол.], литовский референдарий.
19. 30 июня 1742 — Герсдорф, Николаус Виллибальд (нем. Nikolaus Willibald von Gersdorf), барон, саксонский в России министр.
20. 21 августа 1742 — Шетарди, Жак-Иоахим Тротти, маркиз, французский в России посол[1].
21. 30 августа 1742 — Бибиков, Иван Иванович, генерал-лейтенант, умер в 1745 году.
22. 30 августа 1742 — Черкасский, Александр Андреевич, князь, гофмаршал, умер генерал-лейтенантом в 1749 году[5].
23. 17 сентября 1742 — Воронцов, Илларион Гаврилович, из статских советников пожалован действительным статским советником и сим орденом, умер тайным советником 25 мая 1750 года.
24. 20 сентября 1742 — Потоцкий, Юзеф, польский коронный гетман[1].
25. 7 декабря 1742 — Кейт, Джеймс, генерал и лейб-гвардии подполковник[1].
26. 13 января 1743 — Ласси, Георгий, граф, генерал-майор.
27. 9 февраля? (10 января) 1743 — Фридрих II (король Пруссии)[1].
28. 10 февраля 1743 — Брилли де Андрей (de Brilly), генерал-лейтенант. Умер в 1754 (?) году
29. 10 февраля 1743 — Игнатьев, Степан Лукич, генерал-лейтенант. Умер в 1747 году
30. 14 февраля 1743 — Девиер, Антон Мануилович, граф, генерал-майор[6].
31. 2 марта 1743 — Шубин, Алексей Яковлевич, генерал-майор и лейб-гвардии Семёновского полку майор, а потом генерал-поручик.
32. 25 апреля 1743 — Голицын, Михаил Михайлович, князь, генерал-лейтенант и сенатор[1].
33. 25 апреля 1743 — Урусов, Григорий Алексеевич, князь, генерал-лейтенант и сенатор. Умер в том же году.
34. 16 (10?) мая 1743 — Брюль, Фридрих Вильгельм граф, польский действительный тайный советник[1].
35. 16 мая 1743 — Геннике, Иоганн Кристиан фон, барон, польский конференц-министр[1].
36. 3 августа 1743 — Фридрих Август, Голштейн-Готторпский принц, а потом герцог, коадъютор любекского епископства[1].
37. 9 сентября 1743 — Плессен, Якоб Левин[нем.] шведского наследного принца обер-маршал.
38. 18 декабря 1743 — Чернышёв, Пётр Григорьевич, граф, камергер и чрезвычайный в Берлине посланник[1].
39. 15 июля 1744 — Георг-Людвиг, принц Шлезвиг-Голштинский, прусской службы генерал-майор[1].
40. 15 июля 1744 — Фридрих Август, наследный принц Ангальт-Цербстский[1].
41. 15 июля 1744 — Редер, Генрих (нем. Heinrich Reinhard Freiherr Roeder von Schwende), барон, вюртембергского герцога первый министр и обер-шталмейстер.
42. 15 июля 1744 — Репнин, Юрий Никитич, князь, выборгский губернатор и генерал-лейтенант. Умер того же года 14 октября в Выборге.
43. 15 июля 1744 — Измайлов, Пётр Васильевич, генерал-лейтенант.
44. 15 июля 1744 — Кампенгаузен, Иоганн Бальтазар фон, барон, генерал-лейтенант. Умер в 1758 году.
45. 15 июля 1744 — Шипов, Пётр Михайлович, тайный советник и статс-конторы президент. Умер 11 июля 1755 года.
46. 15 июля 1744 — Голицын, Алексей Дмитриевич, князь, тайный советник[1].
47. 15 июля 1744 — Корф, Иоганн Альбрехт, барон, полномочный при датском дворе министр, действительный тайный советник и камергер.
48. 15 июля 1744 — Шереметев, Пётр Борисович, граф, камергер[1].
49. 15 июля 1744 — Корф, Николай Андреевич, барон, камергер[1].
50. 15 июля 1744 — Голицын, Пётр Михайлович, князь, камергер, а потом генерал-поручик и шталмейстер. Умер 19 апреля 1760 года.
51. 15 июля 1744 — Скавронский, Мартын Карлович, граф, камергер[1].
52. 15 июля 1744 — Гендриков, Андрей Симонович, граф, камергер. Умер в 1748 году.
53. 15 июля 1744 — Стюарт, Павел, генерал-майор. Умер в 1765 году.
54. 15 июля 1744 — Шёмберг, Курт Александр фон, барон, саксонский камергер[7].
55. 30 августа 1744 — Брилли, Андрей де (фр. de Brilly), генерал-лейтенант, получивший сей орден в бытность её величества в Киеве. Умер в 1747 году.
56. 5 октября 1744 — Антон Гюнтер Шлезвиг-Гольштейн-Зондербург-Бекский[норв.], принц, голландской службы генерал-аншеф. Умер до получения сего ордена 1 сентября того же 1744 года. Младший брат герцога Фридриха Людвига.
57. 5 октября 1744 — Кронстрём, Исаак, голландских войск генерал, 85-летний герой. Умер в 1762 году.
58. 18 декабря 1744 — Нарышкин, Семён Кириллович, гофмаршал, бывший потом обер-егермейстер[1].
59. 8 февраля 1745 — Вестфаль, Эрнст Иоахим[нем.], голштинский надворный канцлер. Умер в 1759 году.
60. 13 февраля 1745 — Ланчинский, Людовик, тайный советник и чрезвычайный в Вене посланник. Умер в Вене в 1752 году.
61. 30 июня 1745? — Седеркрёйц, Герман фон, барон, шведский чрезвычайный посол в России, а потом граф. Умер в 1754 году.
62. 30 августа 1745 — Ефимовский, Иван Михайлович, генерал-майор и лейб-гвардии Семёновского полку секунд-майор. Умер 20 апреля 1748 года на 33 году от рождения.
63. 30 августа 1745 — Карл Антон Август Шлезвиг-Гольштейн-Зондербург-Бекский, принц.
64. 16 сентября 1745 — Фридрих Христиан Леопольд, саксонский
 курпринц[1].
65. 23 февраля 1746 — Пётр Август Фридрих, принц Гольштейн-Бекский, генерал-лейтенант[1].
66. 17 марта 1746 — Черкасов, Иван Антонович, барон, тайный советник и кабинетный секретарь, а потом действительный тайный советник. Умер 21 ноября 1752 года.
67. 24 апреля 1746 — Эрталь, Филипп Христофор фон, барон[1].
68. 24 апреля 1746 — Шёнберг, Иоганн Фридрих (нем. Johann Friedrich von Schonberg (1691—1762)), граф[1].
69. 24 апреля 1746 — Лос, Христиан, граф[1].
70. 29 июня 1746 — Разумовский, Кирилл Григорьевич, граф, камергер и президент Академии наук, бывший потом малороссийский гетман и фельдмаршал[1].
71. 29 июня 1746 — Веселовский, Исаак Павлович, тайный советник. Умер в 1754 году.
72. 29 июня 1746 — Пехлин, Иоганн[нем.], голштинский тайный советник. Умер в 1757 году.
73. 13 июля 1746 — Сумароков, Пётр Спиридонович, генерал-лейтенант и шталмейстер[1].
74. 30 августа 1746 — Одоевский, Иван Васильевич, князь, Вотчинной коллегии президент, бывший потом действительным тайным советником и сенатором.
75. 9 июня 1747 (24 апреля 1746?) — Претлак, Иоганн Франц фон (нем. Johann Franz von Pretlack), барон, австрийско-цесарский генерал-фельдмаршал, генерал-лейтенант и полномочный в России посол[1].
76. 24 июля 1747 — Чарторыйский, Август Александр, князь, воевода русский (в Польше)[1].
77. 30 июля 1747 — Фицтум фон Экстедт, Людвиг Зигфрид, граф, польско-саксонский тайный советник и полномочный министр в России. Орден сей дан ему, осыпанный бриллиантами[1].
78. 5 сентября 1747 — Кошелев, Родион Михайлович, генерал-лейтенант. Умер в 1760 году.
79. 5 сентября 1747 — Философов, Михаил Иванович, генерал-лейтенант. Умер в 1748 году.
80. 5 сентября 1747 — Мишуков, Захар Данилович, вице-адмирал[1].
81. 5 сентября 1747 — Вильбоа, Никита Петрович, контр-адмирал. Умер вице-адмиралом в 1760 году.
82. 5 сентября 1748 — Белосельский, Михаил Андреевич, князь, генерал-кригс-комиссар от флота. Умер 19 января 1755 года на 54-м году от рождения.
83. 5 сентября 1748 — Девиц, Андрей Петрович, генерал-лейтенант. Умер в 1755 году.
84. 5 сентября 1748 — Головин, Александр Иванович, вице-адмирал.
85. 5 сентября 1748 — Барш, Яков Саввич, вице-адмирал. Умер в 1758 году.
86. 5 сентября 1748 — Талызин, Иван Лукьянович, генерал-лейтенант[1].
87. 5 сентября 1748 — Щербатов, Иван Андреевич, князь, тайный советник и сенатор, а потом действительный тайный советник. Умер 2 ноября 1761 года.
88. 5 сентября 1748 — Гендриков, Иван Симонович, граф, камергер и лейб-кампании подпоручик. Умер генерал-аншефом.
89. 5 сентября 1748 — Ефимовский, Андрей Михайлович, граф, гофмаршал двора великого князя, потом генерал-аншеф. Умер в августе месяце 1767 года.
90. 5 сентября 1748 — Строганов, Сергей Григорьевич, барон, камергер. Умер в 1757 году.
91. 5 сентября 1748 — Бестужев-Рюмин, Андрей Алексеевич, граф, камергер.
92. 9 августа 1749 — Юрьев, Иван Юрьевич, тайный советник и Коллегии иностранных дел член. Умер 19 июня 1751 года.
93. 30 октября 1749 — Кристиан Людвиг, герцог Мекленбург-Шверинский[1].
94. 24 апреля 1751 — Кристиан Морис, принц Изенбургский (нем. Christian Moritz von Isenburg (1739-1798)).
95. 5 сентября 1751 — Лопухин, Василий Абрамович, генерал-лейтенант, а потом генерал-аншеф. Убит во время сражения с пруссаками при Гросс-Егерсдорфе 19 августа 1757 года.
96. 5 сентября 1751 — Балк, Пётр Фёдорович, камергер, а потом генерал-поручик. Умер 20 апреля 1762 года.
97. 5 сентября 1751 — Скворцов, Василий Ермолаевич, камергер, а потом в отставке генерал-аншеф.
98. 5 сентября 1751 — Жеребцов, Алексей Григорьевич, сенатор и камергер.
99. 5 сентября 1751 — Возжинский, Никита Андреянович, камергер.
100. 5 сентября 1751 — Воронцов, Роман Илларионович, камергер[1].
101. 5 сентября 1751 — Хитрово, Алексей Андреевич, камергер, а потом генерал-поручик. Умер 23 мая 1756 года на 57-м году от рождения.
102. 5 сентября 1751 — Панин, Никита Иванович, чрезвычайный посланник и полномочный министр при королевском шведском дворе и камергер[1].
103. 5 сентября 1751 — Шувалов, Иван Иванович, камергер, потом шеф кадетского корпуса[1].
104. 5 сентября 1751 — Лялин, Пимен Васильевич, камергер. Умер в 1754 году.
105. 5 сентября 1751 — Сиверс, Карл Ефимович, барон, камергер.
106. 30 июля 1752 — Вольферсдорф, Карл Людвиг фон, граф, саксонский обер-егермейстер[1].
107. 30 августа 1752 — Биберштейн, Карл Леонард Маршал фон (нем. Carl Leonhard Marschall von Bieberstein), барон, польский коронный генерал-почтмейстер[1].
108. 5 сентября 1752 — Шаховской, Яков Петрович, князь, генерал-кригс-комиссар[1].
109. 5 сентября 1752 — Броун, Юрий Юрьевич, генерал-поручик[1].
110. 18 марта 1753 — Полозов, Алексей Семёнович, камергер.
111. 18 декабря 1753 — Кейзерлинг, Герман Карл фон, граф, российский в Вене посол[1].
112. 18 декабря 1753 — Чарторыйский, Фридрих Михаил, князь, литовский канцлер[1][8].
113. 18 декабря 1753 — Мятлев, Василий Алексеевич, генерал-поручик и сибирский губернатор. Умер адмиралом в 1761 году.
114. 25 апреля 1754 — Строганов, Николай Григорьевич, действительный статский советник.
115. 25 сентября 1754 — Павел Петрович, великий князь, государь цесаревич[1].
116. 1 января 1755 — Лезер, Ганс фон (нем. Hans Erich von Loser (1704-1763)), граф, польско-саксонский действительный тайный советник[1].
117. 1 января 1755 — Арним, Карл Сигизмунд (нем. Carl Sigismund von Arnim), польско-саксонский генерал от кавалерии[1].
118. 30 ноября 1755 — Эстергази, Николай, граф, австрийско-цесарский в России посол, действительный тайный советник[1].
119. 1756 — Чулков, Василий Иванович, камергер.
120. 21 марта 1757 — Радзивилл, Удальрик Криштоф?, князь, литовской армии генерал-поручик, сын воеводши новогрудской[1].
121. 21 марта 1757 — Сулковский, Август, князь, действительный тайный советник и камергер в службе венского двора, саксонского бывшего первого министра сын[1].
122. 21 марта 1757 — Брюль, Алоизий Фредерик фон, граф, саксонского первого министра сын, староста варшавский.
123. 21 марта 1757 — Сыруц, Шимон, польский каштелян витебский.
124. 30 марта 1757 — Голицын, Борис Васильевич, князь, генерал-кригс-комиссар от флотов. Умер 12 июля 1768 года.
125. 5 июня 1757 — Плятер, Константы Людвик?, польский лифляндский каштелян.
126. 28 июня 1757 — Санти, Франц Матвеевич, граф, тайный советник и обер-церемониймейстер.
127. 12 июля 1757 — Мирбах, барон, саксонский тайный советник и камергер.
128. 29 августа 1757 — Панин, Пётр Иванович, генерал-майор[1].
129. 30 августа 1757 — Черкасский, Пётр Борисович, князь, генерал-поручик.
130. 30 августа 1757 — Касагов, Иван Иванович, генерал-поручик и гвардии Преображенского полка премьер-майор. Умер 15 января 1762 года на 71-м году от рождения.
131. 30 августа 1757 — Соковнин, Никита Фёдорович, генерал-поручик.
132. 30 августа 1757 — Ушаков, Фёдор Иванович, генерал-поручик, бывший потом генерал-аншефом, сенатором и гвардии Преображенского полка подполковником. Умер 24 мая 1766 года на 73-м году от рождения.
133. 30 августа 1757 — Гурьев, Иван Васильевич, генерал-поручик.
134. 30 августа 1757 — Корф, Григорий Иванович, генерал-поручик.
135. 30 августа 1757 — Нащокин, Василий Александрович, генерал-поручик и гвардии майор. Умер в 1760 году.
136. 30 августа 1757 — Меншиков, Александр Александрович, князь, генерал-поручик, бывший потом генерал-аншеф и гвардии Преображенского полка премьер-майор[1][2][9].
137. 1758 — Чернышёв, Захар Григорьевич, граф, генерал-поручик[1]
138. 11 января 1758 — Салтыков, Иван Алексеевич, генерал-поручик.
139. 11 января 1758 — Голицын, Александр Михайлович, князь, генерал-поручик[1]
140. 11 января 1758 — Стрешнев, Пётр Иванович, генерал-поручик. Умер генерал-аншефом 5 сентября 1771 года, на 61-м году от рождения.
141. 15 (18?) мая 1758 — Радзивилл, Михаил Казимир, князь, литовский гетман[1]
142. 15 (18?) мая 1758 — Браницкий, Ян Клеменс, граф, польский коронный великий гетман[1]
143. 2 июля 1758 — Карл, курпринц саксонский, герцог Курляндский[1]
144. 2 июля (25 ноября?) 1758 — Беллегард, Иоганн Франц, граф, польско-саксонский действительный тайный советник и генерал-лейтенант[1]
145. 25 ноября 1758 — Георгий Вахтангович, царевич грузинский, генерал-лейтенант.
146. 25 ноября 1758 — Воейков, Фёдор Матвеевич, генерал-поручик. Умер в 1778 году.
147. 25 ноября 1758 — Глебов, Иван Фёдорович, генерал-поручик[1]
148. 6 июня 1759 — Голицын, Дмитрий Михайлович, князь, генерал-майор и действительный камергер[1]
149. 18 августа 1759 — Фролов-Багреев, Яков Лукич, генерал-поручик.
150. 18 августа 1759 — Румянцев, Пётр Александрович, генерал-поручик[1]
151. 18 августа 1759 — Вильбоа, Александр Никитич, генерал-поручик[1]
152. 18 августа 1759 — Долгоруков, Василий Михайлович, князь, генерал-поручик[1]
153. 18 августа 1759 — Мордвинов, Яков Андреевич, генерал-поручик.
154. 18 августа 1759 — Олиц, Пётр Иванович, генерал-поручик[1]
155. 18 августа 1759 — Любомирский, Каспер, князь, генерал-поручик.
156. 18 августа 1759 — Леонтьев, Николай Михайлович, генерал-поручик.
157. 18 августа 1759 — Фаст, Яков, генерал-поручик.
158. 18 августа 1759 — Бороздин, Корнилий Богданович, генерал-поручик.
159. 18 августа 1759 — Гольмер, Пётр фон, генерал-поручик.
160. 18 августа 1759 — Олсуфьев, Адам Васильевич, действительный статский советник. Умер 26 июня 1784 года.
161. 1 января 1760 — Полянский, Андрей Иванович, вице-адмирал.
162. 2 января 1760 — Карл Филипп Франц, владетельный князь Гогенлоэ-Бартенштейн[1]
163. 5 мая 1760 — Языков, Степан Антипович, генерал-поручик. Умер 11 декабря 1760 года.
164. 15 июня 1760 — Суворов, Василий Иванович, генерал-поручик.
165. 6 августа 1760 — Остен-Сакен, Карл, граф, польский тайный советник[1]
166. 6 августа 1760 — Рексин, Михал Людвиг[пол.], польский генерал-поручик.
167. 6 августа 1760 — Гольц, Ежи Вильгельм фон, польский генерал-поручик и староста тухольский.
168. 27 августа 1760 — Тотлебен, Готтлоб Курт Генрих, генерал-майор[10].
169. 30 августа 1760 — Ганнибал, Абрам Петрович, генерал-аншеф.
170. 30 августа 1760 — Костюрин, Иван Иванович, генерал-поручик.
171. 30 августа 1760 — Гросс, Андрей Леонтьевич, тайный советник.
172. 30 августа 1760 — Куракин, Борис Александрович, князь, камергер, а потом обер-гофмейстер, Камер и Экономии коллегий президент и сенатор. Умер 23 сентября 1764 года на 32-м году от рождения.
173. 30 августа 1760 — Головкин, Гавриил Иванович, граф, гофмаршал их императорских высочеств.
174. 30 августа 1760 — Нарышкин, Александр Александрович, гофмаршал их императорских высочеств[1]
175. 30 августа 1760 — Бредаль, Пётр Петрович, голштинский обер-егермейстер, сын бывшего российской службы адмирала Петра Бредаля[1]
176. 20 ноября 1760 — Сулковский, Антон, князь, польский староста сокольницкий[1]
177. 10 февраля 1761 — Веселовский, Фёдор Павлович, генерал-майор и Московского университета куратор[1]?
178. 10 февраля 1761 — Нарышкин, Лев Александрович, генерал-поручик[1]
179. 10 февраля 1761 — Мельгунов, Алексей Петрович, генерал-поручик[1].
180. 10 февраля 1761 — Воронцов, Иван Илларионович, граф, генерал-поручик.
181. 10 февраля 1761 — Вольф, голштинский действительный тайный советник и камергер.
182. 10 февраля 1761 — Брокдорф, Христиан Август, голштинский генерал-аншеф.
183. 10 февраля 1761 — Ливен, голштинский генерал-поручик от кавалерии.
184. 10 февраля 1761 — Шильд, голштинский генерал.